# Singapur Open 1960
Die Singapur Open 1960 im Badminton fanden vom 8. bis zum 12. Juni 1960 in der Singapore Badminton Hall statt. Die Titelkämpfe waren gleichfalls auch die nationalen Meisterschaften.

## Finalergebnisse
| Disziplin    | Sieger                      | Finalist                | Ergebnis           |
| ------------ | --------------------------- | ----------------------- | ------------------ |
| Herreneinzel | Billy Ng                    | Khoo Eng Huah           | 9:15, 15:10, 15:2  |
| Dameneinzel  | Tan Gaik Bee                | Long Soo Chin           | 11:4, 11:2         |
| Herrendoppel | Khoo Eng Huah Bobby Chee    | Ong Poh Lim George Yap  | 18:15, 11:15, 15:5 |
| Damendoppel  | Tan Gaik Bee Cecilia Samuel | Nancy Ang Jessie Ong    | 15:9, 15:1         |
| Mixed        | Ong Poh Lim Jessie Ong      | Bobby Chee Tan Gaik Bee | 15:11, 15:7        |